# 그로스호른
그로스호른(독일어: Grosshorn)은 스위스 베른주와 발레주 사이의 경계에 위치한 베른 알프스의 산이다. 라우터브루넨 성벽의 중앙에 위치해 있다.